# Ampelocalamus saxatilis
Ampelocalamus saxatilis là một loài thực vật có hoa trong họ Hòa thảo. Loài này được (Hsueh & T.P.Yi) Hsueh & T.P.Yi mô tả khoa học đầu tiên năm 1985.